# Oleh Mashkin
Oleh Valentynovych Mashkin –en ucraniano, Олег Валентинович Машкін– (Mikolaiv, URSS, 30 de mayo de 1979) es un deportista ucraniano que compitió en boxeo.
Ganó una medalla de plata en el Campeonato Mundial de Boxeo Aficionado de 2003 y una medalla de oro en el Campeonato Europeo de Boxeo Aficionado de 2002, ambas en el peso medio.
Participó en los Juegos Olímpicos de Atenas 2004, ocupando el quinto lugar en el peso medio.

## Palmarés internacional
| Campeonato Mundial | Campeonato Mundial  | Campeonato Mundial | Campeonato Mundial |
| Año                | Lugar               | Medalla            | Categoría          |
| ------------------ | ------------------- | ------------------ | ------------------ |
| 2003               | Bangkok (Tailandia) | Medalla de plata   | 75 kg              |
| Campeonato Europeo |                     |                    |                    |
| Año                | Lugar               | Medalla            | Categoría          |
| 2002               | Perm (Rusia)        | Medalla de oro     | 75 kg              |